# Hermann Kienzle
Hermann Kienzle (* 24. Juni 1876 in Basel; † 26. August 1946 ebenda) war ein Schweizer Kunsthistoriker.

## Leben und Werk
Hermann Kienzle war ein Sohn des Kaufmanns Hermann Gustav Adolf Kienzle. Seine Brüder waren Wilhelm Kienzle und der Innenarchitekt, Maler und Bildhauer Otto Walter Kienzle (1877–1944).
An der Universität Basel studierte Kienzle klassische Philologie, Archäologie und Kunstgeschichte und trat danach eine Stelle als Assistent am Historischen Museum an. Nach drei Jahren wechselte er nach Darmstadt, wo er als Kurator am Hessischen Landesmuseum wirkte, und ab September 1912 erster wissenschaftlicher Museumsleiter des dortigen Gewerbemuseums wurde. 1916 wurde er als Nachfolger von Jules de Praetere zum Direktor der Allgemeinen Gewerbeschule Basel und des dazugehörigen Gewerbemuseums gewählt. Diese Stellung hatte er bis zu seiner Pensionierung 1942 inne. Als zweiter Vorsitzender war Kienzle des Weiteren lange Jahre im Zentralvorstand des Schweizerischen Werkbundes. Über seine Rolle in dieser Organisation schreibt Georg Schmidt:

«Auch für den Werkbund liegt Kienzles Bedeutung in seiner verbindenden, vermittelnden Haltung zwischen den vorwärtstreibenden Kräften innerhalb des Werkbundes und den retardierenden Kräften der Umwelt. Das macht Kienzle zu einem der bestimmenden Köpfe des Schweizerischen Werkbundes.»

Der Maler Ernst Wolf portraitierte 1946 Hermann Kienzle im Auftrag des Kunstkredit Basel-Stadt.
Als Präsident der Eidgenössischen Kommission für angewandte Kunst war Kienzle u. a. massgeblich an der Entstehung des Wettbewerbs «Schweizer Plakate des Jahres» beteiligt.